# 高橋秀直
高橋 秀直（たかはし ひでなお、1954年10月17日 - 2006年1月22日）は、日本の歴史学者、元京都大学助教授。専門は日本近代政治史。兵庫県出身。

## 経歴
- 1973年
  - 3月 愛知県立明和高等学校卒業
  - 4月 京都大学文学部入学
- 1978年3月 京都大学文学部史学科卒業
- 1983年
  - 3月 京都大学大学院文学研究科博士後期課程単位取得退学
  - 4月 京都大学文学部研修員
- 1986年4月 日本学術振興会特別研究員
- 1988年4月
  - 京都大学文学部研修員
  - 神戸商科大学商経学部助教授
- 1993年3月 「日本近代化と朝鮮問題：1882-1894」で博士（文学）
- 1995年4月 京都大学文学部助教授
- 1996年4月 京都大学大学院文学研究科助教授

## 人物
学部・大学院では国史学専攻であったが、国史に近代史の教員がいなかったため、現代史専攻の松尾尊兊に指導を受ける。京都大学大学院法学研究科教授の伊藤之雄や大阪大学大学院文学研究科教授の飯塚一幸は同門。京都大学の国史学専攻初の近代史の専任教員。博士課程進学後は第一次世界大戦前後の政治史を研究し、オーバードクター以降は博士論文に繋がる日清戦争への政治過程の研究を行った。以後、死去まで幕末維新期の政治史の研究を行った。

## 著書
- 『日清戦争への道』（東京創元社、1995年）
- 『幕末維新の政治と天皇』（吉川弘文館、2007年）